# Dia sideral

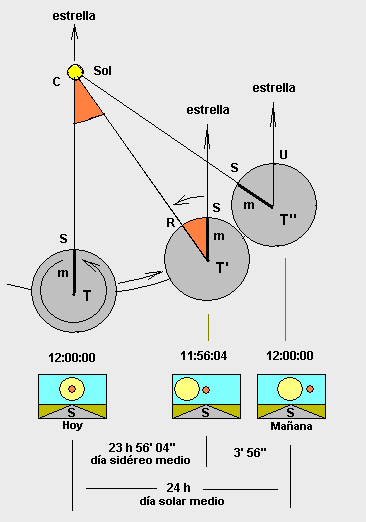
As estrelas distantes adiantam ao Sol nuns quatro minutos por dia. Nos quadrinhos, o Sol é o círculo amarelo e a estrela distante é o pequeno círculo vermelho. A direção Sul local é. Esquema sem escala.

O dia sideral (também chamado dia sidéreo) é o intervalo de tempo decorrido entre duas culminações sucessivas do Ponto Áries. Pode ser definido igualmente em relação ao Ponto Libra.

## Fundamento da diferença
Considere a Terra localizada inicialmente em {\displaystyle T} no instante em que culminam o Sol e uma estrela bem mais distante, de maneira que possa se considerar uma referência fixa. O meridiano local é {\displaystyle m} e o ponto {\displaystyle S} representa a direção Sul. Um observador olhando para o Sul veria o Sol e a estrela alinhados e culminando (quadro esquerdo).
À medida que o tempo passa, a Terra translada de {\displaystyle T} a {\displaystyle T'}, ao mesmo tempo que rotaciona. Em {\displaystyle T'} a estrela distante culmina de novo, enquanto o Sol ainda não (nesse instante se visualiza um deslocamento angular dado pelo comprimento de arco {\displaystyle SR}), de modo que a Terra deverá girar finalmente um ângulo adicional em um instante {\displaystyle T''} referente ao comprimento de arco {\displaystyle US}, o que corresponde a, aproximadamente, 4 minutos, e se diz que o Sol "atrasa" com respeito à estrela (quadro central).
Finalmente, o Sol culmina pela segunda vez em {\displaystyle T''} e diz-se que passou um dia solar. Nesse instante a estrela está ao Oeste do meridiano local, e diz-se que "adianta" com respeito ao Sol (quadro direita).
O tempo de {\displaystyle T} a {\displaystyle T'} é um dia sideral, cuja duração é de 23 horas 56 minutos e 4,0916 segundos aproximadamente, enquanto o tempo de {\displaystyle T} a {\displaystyle T''} é um dia solar de 24 horas.

## Dia sideral médio e aparente
O primeiro ponto de Áries — os equinócios, em geral — movem-se por causa da precessão e nutação da Terra, de forma que se distinguem diferentes tipos de dia sideral:
- Dia sideral médio: tempo entre duas culminações sucessivas do equinócio médio.
- Dia sideral aparente: tempo entre duas culminações sucessivas do equinócio verdadeiro.